# Sympycnus contemptus
Sympycnus contemptus är en tvåvingeart som beskrevs av Octave Parent 1933. Sympycnus contemptus ingår i släktet Sympycnus och familjen styltflugor. Inga underarter finns listade i Catalogue of Life.